# Pedro Andrés Morales Flores
Pedro Andrés Morales Flores (nascut el 25 de maig de 1985 a Hualpén, Xile) és un futbolista xilè que juga pel Vancouver Whitecaps FC de la Major League Soccer com a migcampista ofensiu.
Anteriorment, havia jugat pel Málaga CF de la Lliga BBVA.